# Municipio de Roland (Dakota del Norte)
El municipio de Roland (en inglés, Roland Township) es una municipio del condado de Bottineau, Dakota del Norte, Estados Unidos. Según el censo de 2020, tiene una población de 556 habitantes.
Abarca una zona mayoritariamente rural al norte del condado, en la frontera con Canadá.

## Geografía
Está ubicado en las coordenadas 48°56′37″N 100°22′11″O / 48.94361, -100.36972. Según la Oficina del Censo de los Estados Unidos, tiene una superficie total de 113.84 km², de la cual 98.83 km² corresponden a tierra firme y 15.01 km² son agua.

## Demografía
Según el censo de 2020, hay 556 personas residiendo en la zona. La densidad de población es de 5.63 hab./km². El 97.66 % de los habitantes son blancos, el 0.90 % son amerindios y el 1.44 % son de una mezcla de razas. Del total de la población, el 0.18 % es hispano o latino.

## Gobierno
El municipio está gobernado por una junta de tres supervisores. Hay además dos encargados del mantenimiento de caminos y rutas, un secretario-tesorero, un administrador de zonas y un asesor.